# 데니스 오키프
데니스 오키프(Dennis O'Keefe, 1908년 3월 29일 ~ 1968년 8월 31일)는 미국의 배우이자 작가이다. 서던캘리포니아 대학교를 다녔으나 중퇴하였다.

## 참여 작품
- 시마론 (1931년 영화)
- 스카페이스 (1932년 영화)
- 금발의 비너스
- 나는 탈옥수
- 1933년의 황금광들
- 토치 싱어
- 식은 죽 먹기
- 걸 프롬 미주리
- 슬픔은 그대 가슴에 (1934년 영화)
- 365 나이츠 인 헐리우드
- 톱 햇
- 안나 카레니나 (1935년 영화)
- 위대한 지그펠드
- 천금을 마다한 사나이
- 쇼 보트 (1936년 영화)
- 분노 (1936년 영화)
- 샌프란시스코 (영화)
- 스윙 타임
- 라이벨리드 레이디
- 쓰리 스마트 걸스
- 스타 탄생 (1937년 영화)
- 내일을 위한 길
- 굿바이 마이 라이프
- 사라토가 (영화)
- 정복자 (1937년 영화)
- 댓츠 라이트 - 유어 롱
- 유윌 파인드 아웃
- 행맨 올소 다이!